# Franc Genuin Gallenfels
Franc Genuin Gallenfels , slovenski plemič, najemni vojak  in diplomat, v službi portugalskega kralja v njihovih kolonijah v zahodni Indiji * 11. februar 1680, Bled, † okoli 1742, Lisbona.

## Življenje

### Družina
Franc Genuin baron Gallenfels se je rodil v plemiški družini očetu Janezu baronu Gallenfelsu (1656-1736), kapitanu na Bledu  in materi Mariji (1661-1725) . Družinska rezidenca Gallenfelsov je bila tedaj na zakupljenem  Blejskem gradu. V družini je bilo devet otrok, sedem sinov in dve hčerki. Poleg Franca so bili še bratje Karel  (jezuit in spovednik portugalske kraljice), Albert (dominikanski prior), Anton (opat v samostanu Stična), Ludvik (frančiškanski provincial), Jakob Sigmund (župnik v Šentvidu pri Stični) in Janez Daniel, ki je nasledil očeta kot kapitan in zakupnik na gradu Bled in blejskega gospostva, ter sestri Marija Jožefa in Zofija Terezija. 
Franc Genuin baron Gallenfels je odšel v vojaško službo na Portugalsko in od tam v Indijo okoli leta 1721 po zaslugi svojega mlajšega brata Karla jezuita, ki je postal spovednik portugalske kraljice, Marije Ane Avstrijske.  Karel je 22. oktobra 1689 v Ljubljani vstopil v jezuitski red, ko je imel komaj sedemnajst let in v letih 1690-91 živel kot novic. Po študiju na Dunaju, Gradcu in Leobnu je postal profesor filozofije in občasno tudi spovednik. Verjetno je že okoli leta 1712 prišel na portugalski dvor v vrste dvorjanov portugalske kraljice, saj je znano njegovo pismo iz Lizbone na Kranjsko leta 1721. Leta 1729 je nasledil umrlega spovednika portugalske kraljice.  V tej službi je Karel ostal do svoje smrti 18. septembra 1741.

### Vojaška služba v Indiji
Že pred letom 1717 je portugalski kralj Karlovem bratu Francu Genuinu ponudil vojaško službo v Indiji, v njegovih kolonijalnih posestih, ki so jih ogrožali vojaški napadi Maratijcev, kraljevstva na teritoriju sedanje indijske zvezne države Maharaštra.  Ni natančnejših podatkov o poti Franca iz Lizbone na območje kolonije Goa na zahodu Indije.    
Iz dokumenta o primopredaji z datumom 29. oktobra 1728 je razvidno, da je v kraljevem imenu takrat prevzel poveljstvo nad portugalsko utrdbo Manorá in nasledil  João-a de Saldanha da Gama.     V bližini je bila trdnjava Agaçaim, kjer je danes naselje Agashi.  Oba garnizona sta bila pod poveljstvom garnizona v Basseinu (Basaim-u).  Baron Franc Gallenfels se je v odročni in pretežno leseni utrdbi dobro počutil in znašel, saj je bil upravičen do deleža od trgovine s tropskim lesom, kar mu je dajalo pomemben dobiček. 
Leto 1731 je bilo za barona Gallenfelsa v Manori prelomno. 27. februarja so Maratijci po neuspeli invaziji na otok Salcette pri   Mumbaju in požigu palisad v Saybani, pričeli z 2000 pešci in 500 konjeniki oblegati utrdbo Manorá. Maratijci so utrdili pozicije in vršili priprave na zavzetje ter 1. marca prekinili oskrbo Manore z vodo. Gallenfels je le streljal na sovražnika in s preudarno in hrabro obrambo vzdržal do prihoda okrepitve 5. marca po morju iz trdnjave Bassein z 200 indijskimi pešci (sepoy) in 150 grenadirjev pod poveljstvom Antonia dos Santos-a.  S prispelo pomočjo so najprej porušili palisade Maratijcev na ustju reke Manora, ki so bile oborožene s topovi in mušketami in so se približevale sami trdnjavi. Bitka za trdnjavo se je končala z občudovanja vrednim manevrom grenadirjev in 25 sepoy-ev, ki so oblikovali štirikotno formacijo in se uspešno spopadli z 200 jezdeci in še enkrat več pešci Maratijcev. Po osvoboditvi trdnjave so Maratijci napadli moštvo sepoyev, ki so se razbežali. Takrat pa so vstopile v bitko preostale portugalske enote, ki so Maratijce pognale v beg, pri čemer je bilo ubitih 60 Maratijskih jezdecev in 150 pešcev.   Maratijci so se umaknili in v bojih naslednji dan izgubili tudi svoj vojaški tabor v bližnjem kraju Amboana. Dos Santos jih je kasneje pregnal iz utrjenih in težko dostopnih hribov Judana in dal zažgati njihovo utrdbo Bhivandi.  Portugalci so izgubili dva desetarja in 14 vojakov. Potem se je položaj umiril in 3. julija je bil podpisan mirovni sporazum, ki je Maratijcem dovolil ostati na bližnjih gričih in pobirati davke v svojih tam ležečih vaseh. 
Za svoje odločno poveljevanje je Franc baron Gallenfels prejel napredovanje. V utrdbi Manorá ga je nasledil H. Gomes da Silva. Gallenfelsu pa je bilo poverjeno poveljevanje trdnjave  Diu ob obali Gudžarata, ki je bila »največja in najbolje planirana od vseh, ki so jih Portugalci zgradili na Vzhodu«. 
O vsem tem je na kratko poročal drugi Kranjec plemič Ferdinand Avguštin Hallerstein.  Ta je v svojem pismu, datiranim 13. januarja 1738 iz Goe, kjer je postal na poti na Kitajsko, poročal, da je nekaj tednov prej v Goo prispel  baron Franc Gallenfels, potem ko je tri leta upravljal in poveljeval trdnjavi in mestu Diu. Hallerstein v pismu pravi, da je za odličnost Gallenfelsa slišal že v Mozambiku, od nekega indijskega trgovca. Nadalje poroča, da je bil Gallenfels priljubljen, na kar naj bi kazalo tudi nezaslišano dejstvo, da je bilo tujcu zaupano poveljevanje Diu, ki je bil »ključ od Indije«. Mesto Diu s trdnjavo je posebej izstopalo po svoji odlični legi na otoku dolgem sedem kilometrov in širokem tri kilometre, ki ga je od celine ločila plitka ožina. Trgovske ladje, ki so plule ob zahodni indijski obali bodisi na vzhod ali zahod so morale plačati dajatev na tem mestu. Hallerstein v pismu pravi, da je imel takrat Diu tudi velike koristi od zelo dobičkonosne trgovine s svilo. Vendar je takrat bil Diu že v zatonu. Le še 200 Portugalcev  je ostalo na otoku in utrdbi ob koncu 17. stoletja, in je že bilo kar 75% hiš opustelih. Zaradi upada morske trgovine je leta 1749 na otoku živelo le še 10,373 prebivalcev; v enem stoletju (1621 – 1736) je število Katolikov upadlo iz 5,500 na samo 500. Vendar je vojaški pomen trdnjave ostal praktično nedotaknjen. 
Obveznosti in delovanje Franca Gallenfelsa kot upravnika na Diu poznamo iz pisem podkralju Goe, Pedru Mascarenhas-u, grofu Sandomila.  Pisma hrani Zgodovinski muzej v Goi (Panjim). Predvsem je poročal o političnem in vojaškem delovanju Maratijcev. Bil pa je tudi vključen v portugalske plane za zasedbo obalnega mesta Veraval, ki leži 100 km zahodno od Diu. Gallenfels je ostal poveljnik Diu do februarja 1737, ko ga je nadomestil Antonio Lobo de Melho. Naslednjega leta je bil premeščen na obalno trdnjavo   Chaul, 50 km južno od Mumbaja. V začetku leta 1739 pričnejo Maratijci ogrožati tudi Chaul. Gallenfels piše, da je najnevarnejši sovražnik Portugalcem Manaji Angria, ki je obvladoval trdnjavi Alibag in Kolaba na severu in jugu Chaula. Z njim se je na bojnem polju srečal Gallenfels konec marca 1739. Manaji Angria je najprej 21 marca osvojil portugalsko utrdbo Karanja pri Mumbaju. Obleganje Chaula pa se je pričelo 27 marca z 800 vojaki in tremi topovi. Gallenfels je 1. aprila ukazal napad na sovražnika  iz obale z najemniškimi indijskimi vojaki pod poveljstvom kapitana Persevala Machada. S preostankom garnizona z 200 izurjenimi vojaki pod poveljstvom Miguela Pereira de São Paio pa je izvedel hkratni napad po kopnem. Maratijci so se z izgubami morali umakniti. Obleganje so nadaljevali in poskušali s kopanjem rovov pod obzidje tega razstreliti. V naslednjih dneh je Gallenfels z napadom napadalcem odvzel 16 topov. Končno se je Angria 6. aprila umaknil. Gallenfels se je tako še enkrat izkazal. 

### Gallenfels kot diplomat/pogajalec
Maja 1739 so Maratijci zavzeli močno utrjen Bassein severno od Mumbaja. Britanci, ki so imeli Mumbaj, so pričeli pogajanja z Maratijci, saj so domnevali, da utegnejo ti napasti tudi Mumbaj. Junija 1739 je tako kapitan Inchbird odšel v Bassein, kjer je sklenil sporazum o prijateljstvu in miru, hkrati pa je kapitan Gordon odšel v glavno mesto Maratijcev Sataro. Konec leta je Inchbird odšel na dvor vladarja Maratijcev Baji Rao-a in ga srečal januarja 1740 v Paithanu ob reki Godavari. Okvirno je zastopal tudi interese Portugalcev. Podkralj Goe je pogajanja in sklenitev mirovnega sporazuma z Maratijci zaupal Francu Gallenfelsu oziroma mu zaupal . Iz Chaula ga je poklical v Goo in ga 5. aprila 1740 poslal na konzultacije z Britanskim guvernerjem Stephen Law-jem v Mumbaju.   Gallenfels je v Mumbaj prispel šele 22. aprila.  Gallenfels je od tam skupaj s kapitanom Inchbirdom odšel v mesto Alibag, severno od Chaula, kjer je Chimnaji Appa kampiral s svojo vojsko, in tja prispel 4. maja.  Gallenfelsova edina zahteva je bila, da bi utrdba Daman dobila nazaj svojo obdelovalno ozemlje za lastno prehrano. Pogajanja so bila prekinjena z novico, da je vladar Maratijcev Baji Rao umrl. Chimnaji Appa se je s svojo vojsko vrnil v mesto Poona. Tja je odšel ločeno tudi Gallenfels, ki ga je v Poone 27. Avgusta sprejel Chimnaji Appa v prisotnosti sedemnajstletnega Balaji-ja, najstarejšega sina Baji Rao, ki je nasledil naziv »peshwa«. Pogajanja naslednjega dne so bila težka; Gallenfels je zapisal: »te ljudi nikoli ne vodi smisel«.    Vendar je dosegel sporazum, ki je bil ugoden za Portugalce. Portugalcem ni bilo treba plačevati dela dobička od zemlje v provincah Salcete in Bardez, kot je bilo po prejšnjem sporazumu, vendar so morali odstopiti utrdbo Chaul. Mirovni sporazum je Balaji  podpisal 7. septembra 1740.  Gallenfels je bil po naročilu podkralja zadolžen za hitro evakuacijo vsega portugalskega iz Chaula, ki je bilo predano guvernerju Mumbaja, ki je naprej mesto in utrdbo predal Maratijcem.  Gallenfels je poskušal pridobiti lokalno katoliško krščansko kmečko in ribiško prebivalstvo, da bi se preselili v Goo, kjer bi dobili zemljo, moški pa bi tudi bili v vojaški službi in pomorščaki. Vendar se za to niso odločili in ostali, o čemer še danes priča lokalna krščanska vas.
Konec novembra 1740 je Gallenfels s svojo vojsko zapustil Chaul in odšel v Mumbaj in decembra 1740 so Maratijci prevzeli trdnjavo Chaul. Maratski vojaški poveljnik Chimnaji Appa je tega meseca umrl v mestu Poone; Balaji, mladi maratski vladar, ni bil bojevnik kot njegov oče, in se je v glavnem posvečal upravljanju svoje države in diplomaciji. Tako je Goa obdržala za več kot dvesto let to kar je uspelo izpogajati Francu Genuinu baronu Gallenfelsu. Portugalski podkralj je v pismu dal priznanje Gallenfelsovim  pogajalskim dosežkom: »Poznani so mi veliki napori, ki ste jih vložili v ta sporazum ... Zahvaljujem se Vam za to in Vam zagotavljam, da bo njegova Visokost dobila moje poročilo o Vaši odlični službi, ki ste jo dali njemu v tej zadevi.
Franc baron Gallenfels se je potem verjetno vrnil v Lizbono ko je njegov brat Karel tam umrl septembra 1741. Tako kot za Karla tudi za Franca ni znano, kje je bil pokopan, domnevno v Lizboni. 